# بوسكو لوي
بوسكو لوي (بالإنجليزية: Bosco Lowe)‏ هو سائق سباق أمريكي، ولد في 27 مارس 1943 في فيرفيو في الولايات المتحدة.

## وصلات خارجية
- بوسكو لوي على موقع Racing-Reference.info (الإنجليزية)